# Barnanyakú holló
A barnanyakú holló (Corvus ruficollis)  vagy sivatagi holló a madarak osztályának verébalakúak (Passeriformes) rendjébe és a varjúfélék (Corvidae) családjába tartozó faj.

## Rendszerezése
A fajt René Primevère Lesson francia orvos és ornitológus írta le 1830-ban.

## Előfordulása
Egész Észak-Afrikában megtalálható; előfordulási területe Kenyától az Arab-félszigeten keresztül egészen Irán déli részéig nyúlik. Természetes élőhelyei a szubtrópusi és trópusi cserjések, szavannák és forró sivatagok, édesvízi források és oázisok közelében, sziklás környezetben, valamint városi régiók. Állandó, nem vonuló faj.

## Megjelenése
Testméretben nem éri el a közönséges hollót, testhossza 56 centiméter, testtömege 500-647 gramm, így is tekintélyt parancsoló varjúféle. Első pillantásra nem sok különbséget lehet fölfedezni közte és „közönséges” társa között, de a gondos megfigyelő észreveheti a különbségeket: csőre sem olyan nagy és oldalról nézve szárnyai is hegyesebbek európai rokonáénál. Mégis legjellegzetesebb ismertetőjegye a sötétbarna toroktájék, melyről nevét kapta. Testének többi részén tollazata kékes- vagy lilásfekete.
Tollai rendkívül gyorsan kifakulnak, rövid idő alatt még a tiszta fekete tollak is barnás színárnyalatot kapnak. A vedlés előtt álló barnanyakú holló már határozottan barna színű; csőre és lába azonban mindig fekete marad.

## Életmódja
Gyakorlatilag mindenevő. Táplálékai közt egyaránt találhatunk sáskákat, szöcskéket éppúgy, mint kígyókat, fiatal teknősöket, növényi magvakat, és más gyümölcsöket. Nem ritkán kifosztja a datolyaültetvényeket, part menti sekélyesben kisebb halat fog és megeszi a dögöt is. Nem félénk, de rendkívül éber madár. Ha elveszítjük bizalmát, roppant gyanakvóvá válik, és hamar tovaszáll. Hangja a közönséges hollóénál valamivel magasabb, nagyon hasonlít a kormos varjú károgásához.

## Szaporodása
Fészkelési szokásai közönséges társához nagyon hasonlók, főleg sziklaszirteken, magas fákon fészkel. A tojó rendszerint 4–5 tojást tojik, melyeken 20–22 napig kotlik. A fiatal madarak először a 37–38. nap környékén hagyják el fészküket, 42–45 napos korukban pedig már kiválóan repülnek.
|  |

## Természetvédelmi helyzete
Az elterjedési területe rendkívül nagy, egyedszáma pedig növekszik. A Természetvédelmi Világszövetség Vörös listáján nem fenyegetett fajként szerepel. Sok helyütt kártevőként tartják nyilván. Szudánban megdézsmálják a datolyaültetvényeket, az izraeli Negev-sivatagban pedig veszélyt jelentenek a helyi egyiptomi teknős (Testudo kleinmanni) és mór teknős (Testudo graeca) populációra. 1982-ben egy barnanyakú hollópárnak otthont adó fa alatt összesen 40 db fiatal teknős páncélját számolták össze.

## Média

### Képek
- Hans Bister fotója
- Barnanyakú portré
- Hollópár
- Egy ciprus tetején Archiválva 2007. február 7-i dátummal a Wayback Machine-ben

### Videók
- Dögevő barnanyakú hollók I. (Etiópia)
- Dögevő barnanyakú hollók II. (Etiópia)
- Dögevő barnanyakú hollók III. (Etiópia)
- Dögevő barnanyakú hollók IV. (Etiópia)
- Szomjúság (Etiópia)
- Villanypóznán (Etiópia)
- Séta egy tetem mellett (Etiópia)
- Holló a sivatagban (Jordánia)

## Fordítás
Ez a szócikk részben vagy egészben  a   Brown-necked Raven című angol Wikipédia-szócikk fordításán alapul.  Az eredeti cikk szerkesztőit annak laptörténete sorolja fel. Ez a jelzés csupán a megfogalmazás eredetét és a szerzői jogokat jelzi, nem szolgál a cikkben szereplő információk forrásmegjelöléseként.